# Ян Кароль Зубжицький-Сас
Ян Ка́роль Зубжи́цький-Сас (25 червня 1860, Товсте — 4 серпня 1935, Львів) — польський архітектор, історик і теоретик архітектури.

## Біографія і діяльність
Ян Кароль Зубжицький-Сас народився 1860 року в містечку Товстому на Тернопіллі в родині Марцелія Зубжицького. У Станиславові (нині Івано-Франківськ) закінчив реальну школу і цісарсько-королівську гімназію. Протягом 1878—1884 років навчався на будівельному факультеті Львівської політехніки (за іншими даними — почав навчання 1875 року). Був членом Політехнічного товариства у Львові у 1884—1887, 1894—1898 роках, а також від 1913 року. 1885 року отримав диплом інженера будівництва. До 1886 року працював у Львівській політехніці. Того ж року виїхав до Кракова.
Від 1900 року член редакції краківського журналу «Architekt», у 1905—1907 — головний редактор. З 1905 до 1912 р. працював інспектором міського будівництва в Кракові. Отримавши у 1912 році посаду надзвичайного професора і керівника кафедри архітектури і естетики, переїхав до Львова на постійне проживання. У 1919—1929 роках викладав історію архітектури. Вийшовши на пенсію 1929 року. 27 листопада того ж року за педагогічну, наукову та мистецьку діяльність був відзначений Командорським хрестом Ордену Відродження Польщі. Продовжував працювати в галузі теорії архітектури, займався проектуванням нових споруд.
Помер 1935 року у Львові. Похований на Личаківському цвинтарі (поле № 20).

## Доробок
Залишив чималу творчу спадщину, зокрема:
- «Філософія архітектури, її теорія і естетика» (1894),
- «Жовква — опис пам'яток» (1901),
- «Оборонний костел у Бібрці біля Львова» (1905),
- «Коротка історія мистецтва» (1914—1916),
- «Пам'ятки міста Львова» (1928),
- «Місто Ярослав та його пам'ятники».

Видав окремою книгою дисертацію «Розвиток готики в Польщі з конструктивного і естетичного погляду» (1895). Ілюстрував праці власними рисунками, яких виконав кілька тисяч. Експонував рисунки зразків дерев'яної архітектури на виставці в палаці Чапських у Кракові (13 квітня — 15 травня 1905 року).
Член Наукового товариства у Львові, Товариства опіки над пам'ятками мистецтва, член-кореспондент «Грона консерваторів Східної Галичини». Відзначений нагородами Австро-Угорщини і Польщі.

### Будівлі
За проєктами Зубжицького збудовано 45 храмів, у 15 храмах здійснено перебудови. Був також автором житлових і громадських споруд.
- Костел святого Станіслава в Козові (1902, нині Тернопільської області)
- Проєкт перебудови костелу домініканського монастиря в Тарнобжегу на вулиці Косцюшка, 2. Храм отримав при головному фасаді дві вежі (північна — недобудована), надбудовано крухту, додано дві бокові нави. Роботи завершено до початку Першої світової, під час якої храм був сильно пошкоджений артобстрілом.[10]
- Костел святого Йосипа поблизу Коломиї (1908).
- Костел святого Станіслава в Чорткові (1910).
- Костел воздвиження Святого Хреста в селі Хмелиськах (1930, нині Тернопільської області).
- Костел святого Франциска і монастир капуцинів у Львові (1930).
- Церква Архистратига Михаїла в Товстому (1912).
- Костел Святої Трійці в Товстому (1912).
- Ратуші у містах Йордануві, Неполомицях[11].
- Власна кам'яниця на алеї Словацького, 7 у Кракові. Реставрована у 2000-х.[12]

Нереалізовані
Зубжицький — автор ряду нереалізованих проєктів: костел у Сокалі, будинок музичного товариства у Станиславові (1890), Промисловий музей (1897) і Палац мистецтв у Кракові (1898), проєкт нової ратуші у Львові (1898), ратуша в Ланьцуті (1907). Конкурсний проєкт костелу Христа Спасителя у Варшаві (1901) здобув лише срібну медаль, однак його вдалось реалізувати дещо пізніше у Кракові, в місцевості Подгуже.

## Вшанування пам'яті
У Львові в 1938—1944 роках іменем Зубжицького називалась вулиця, що нині має назву Зо́ряна (бічна вулиці Любінської). Нащадки Зубжицького проживають у Львові.

## Світлини

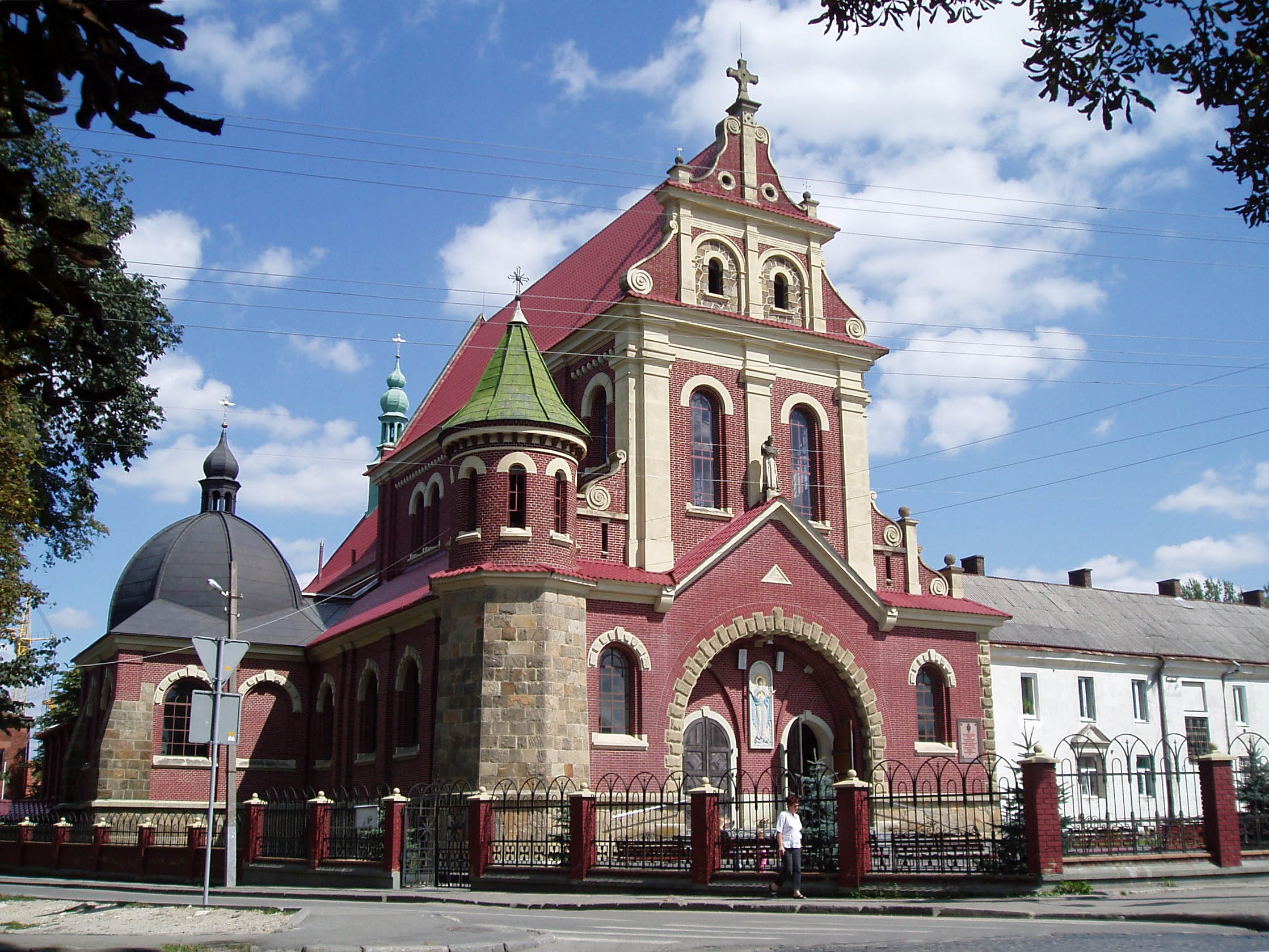
Колишній костел св. Франциска у Львові (1930)
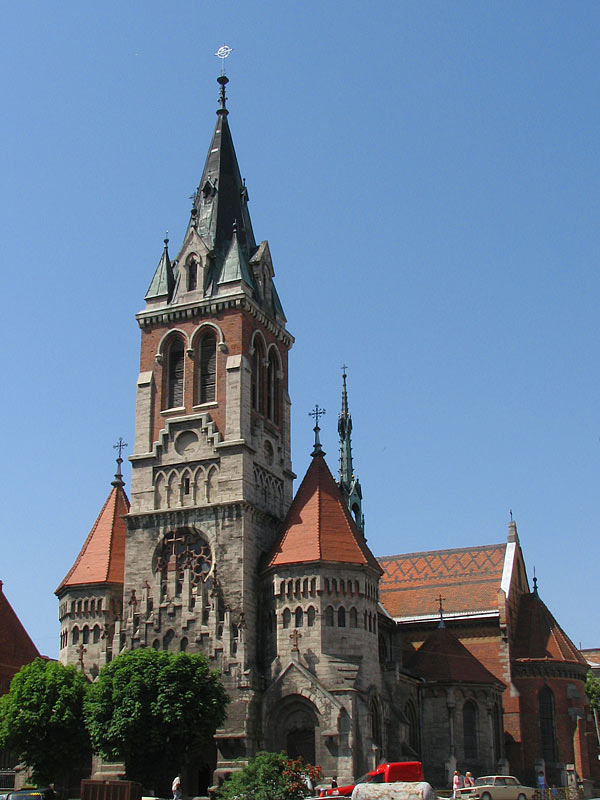
Костел св. Станіслава в Чорткові (1910)
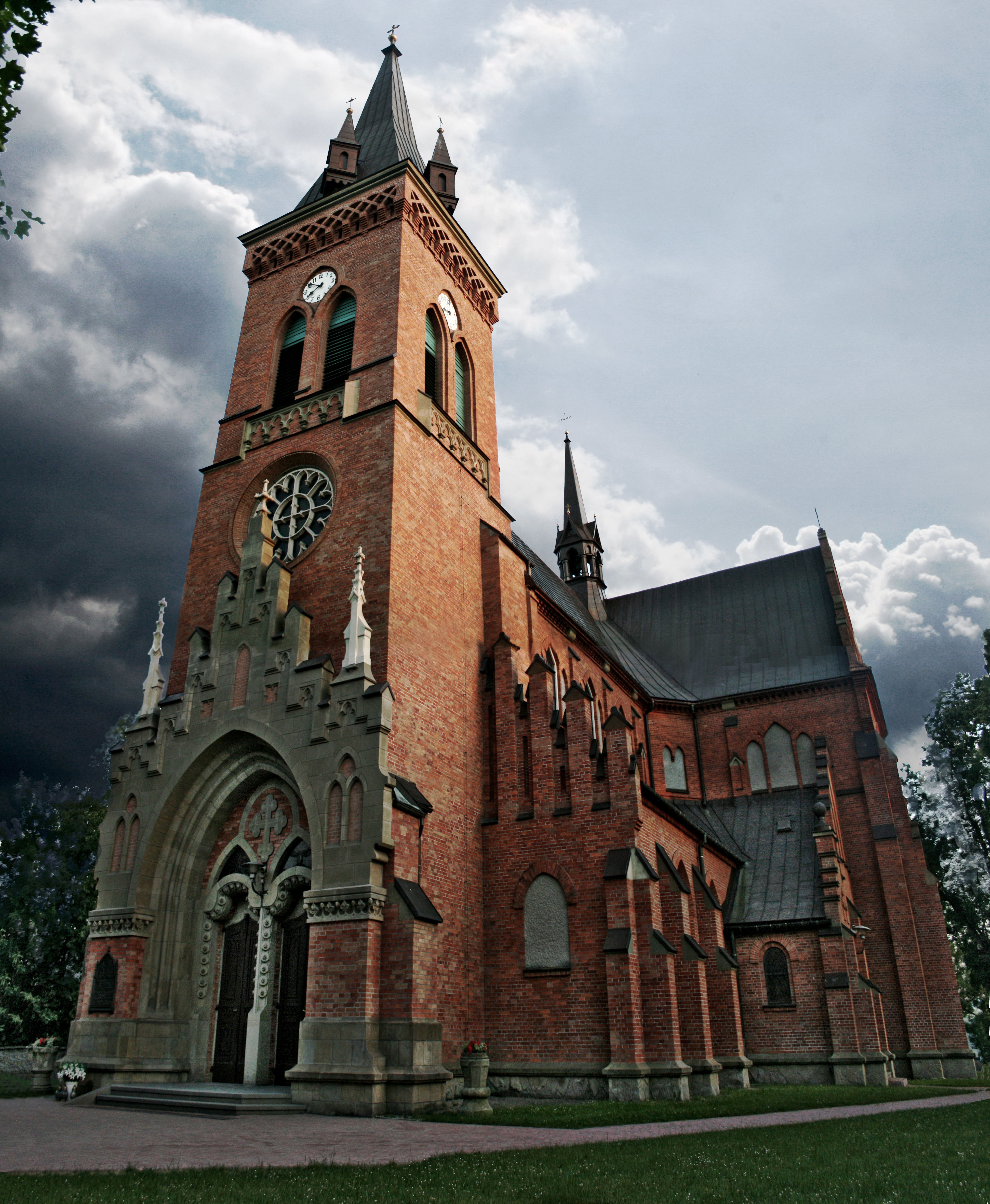
Костел у місті Йорданув (1912)
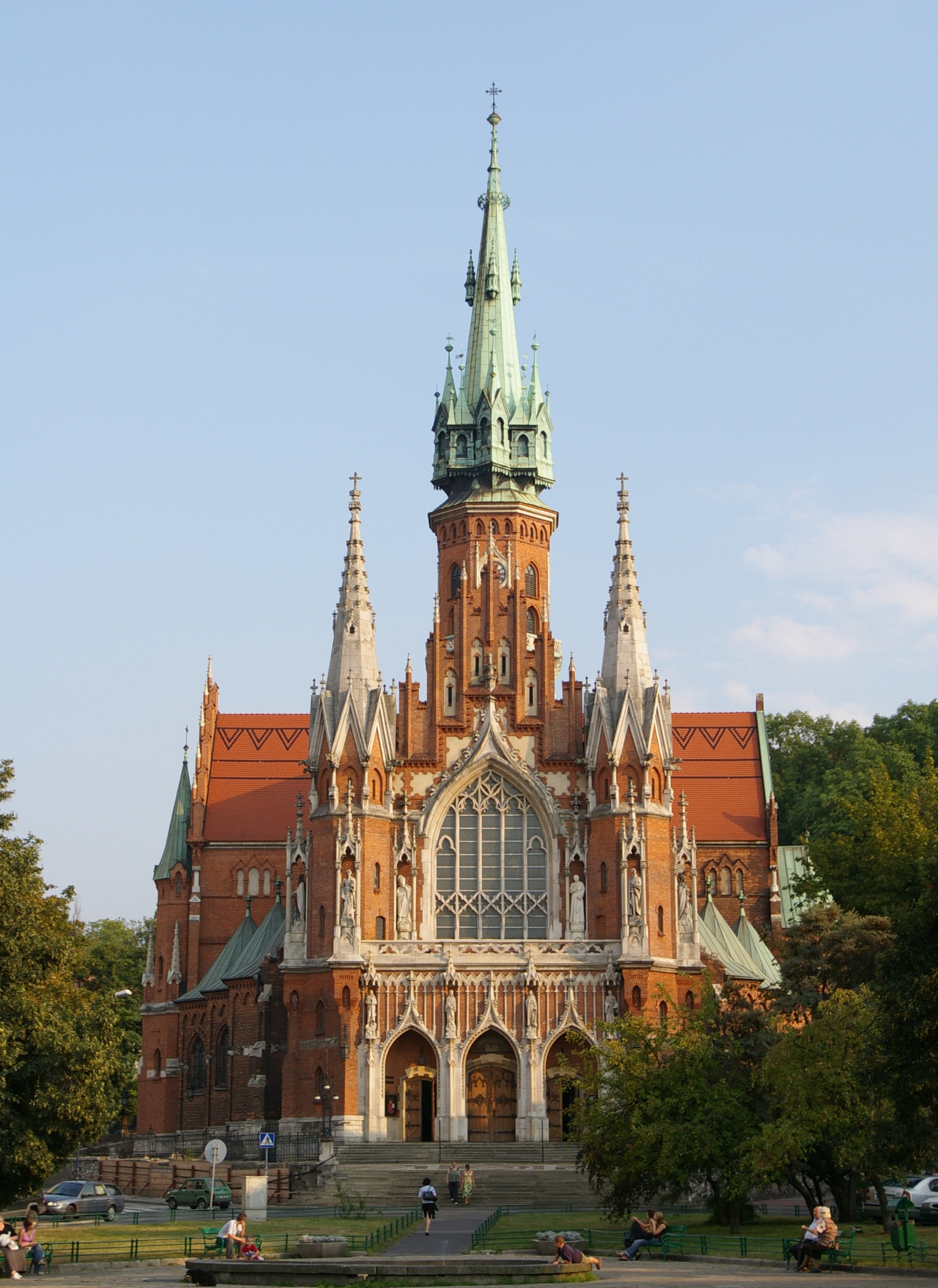
Костел св. Йосифа, Краків (1909)
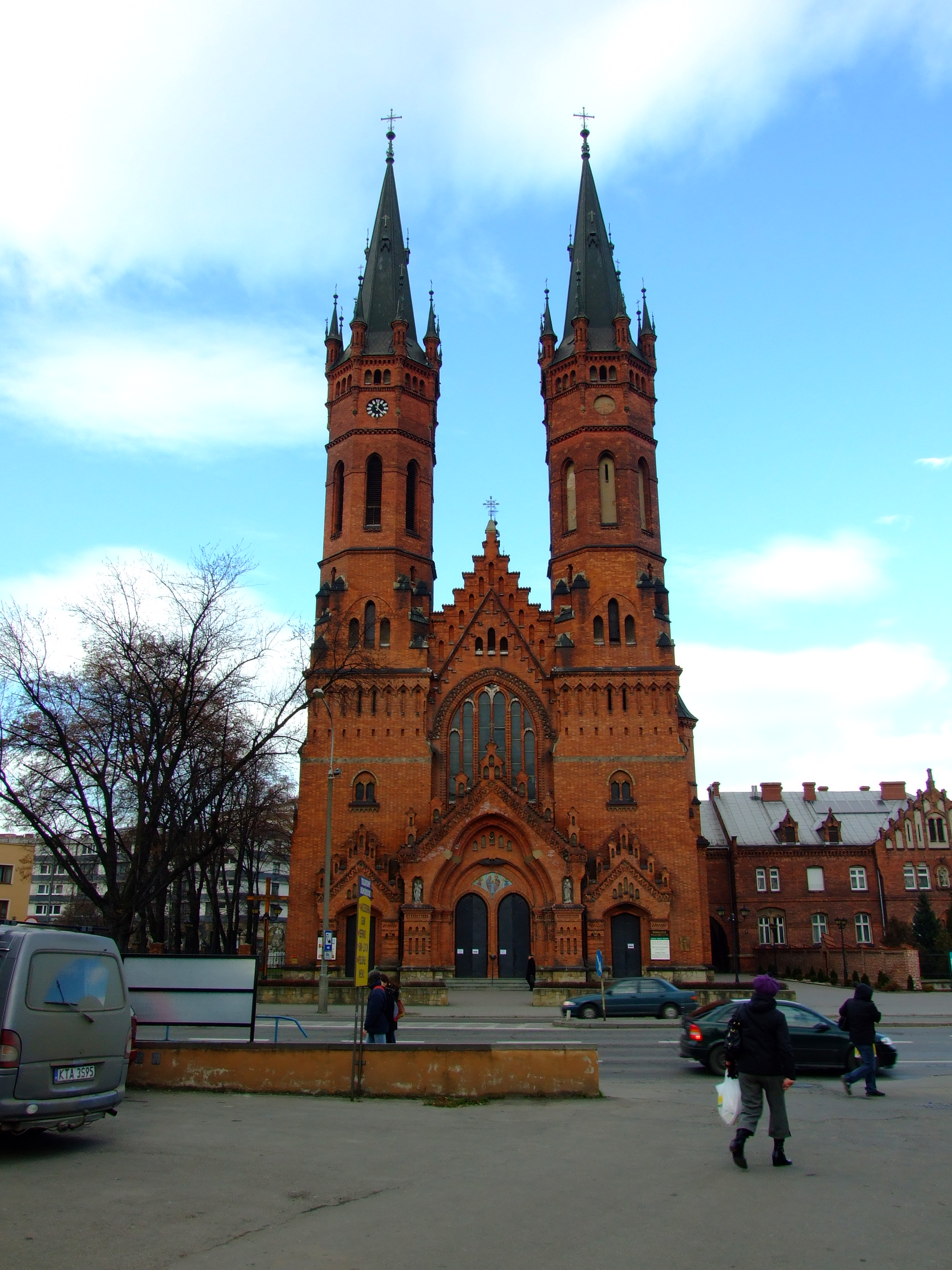
Костел Святої Родини, Тарнів (1906)
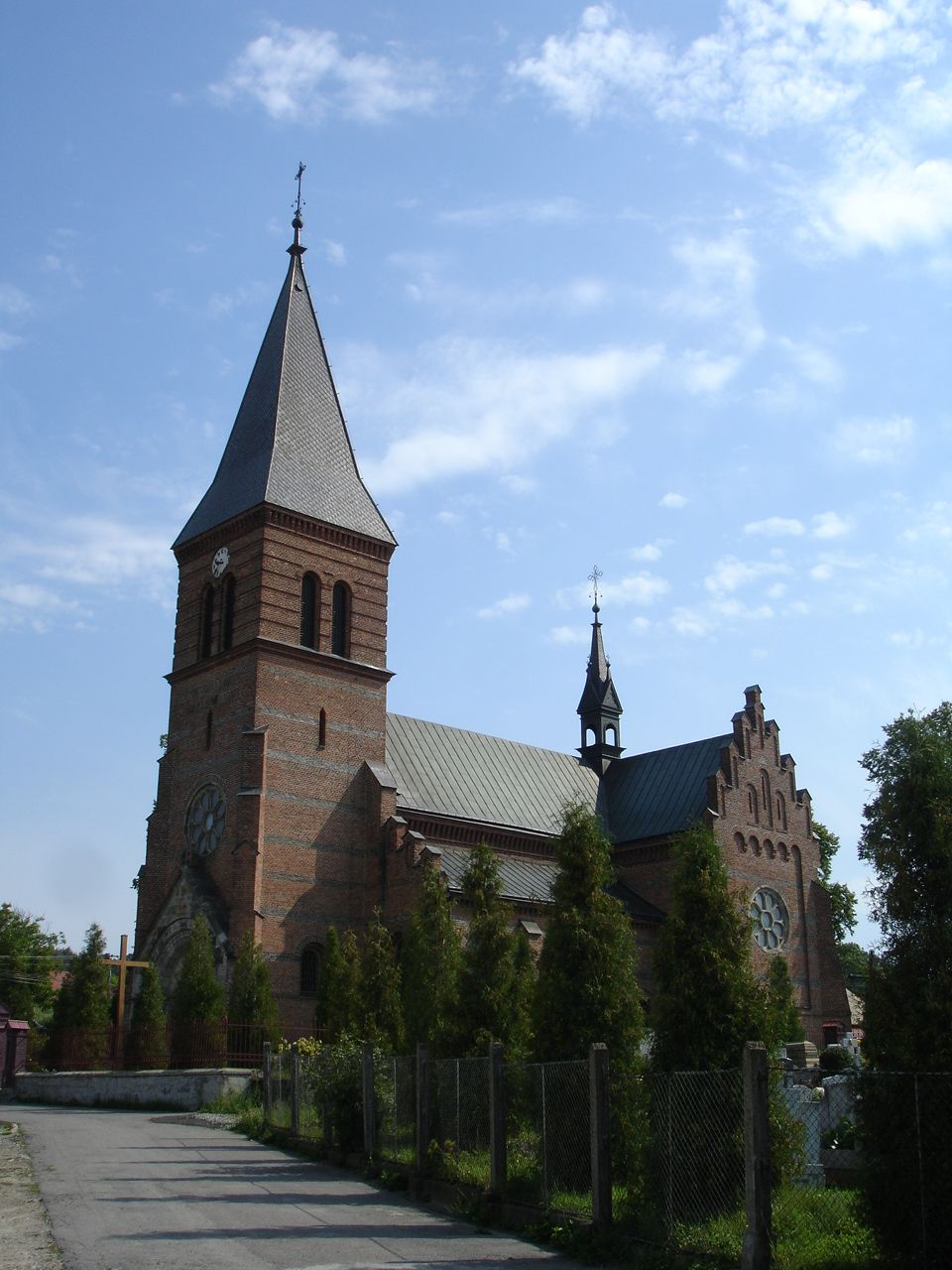
Костел св. Станіслава в селі Тшесьнюв
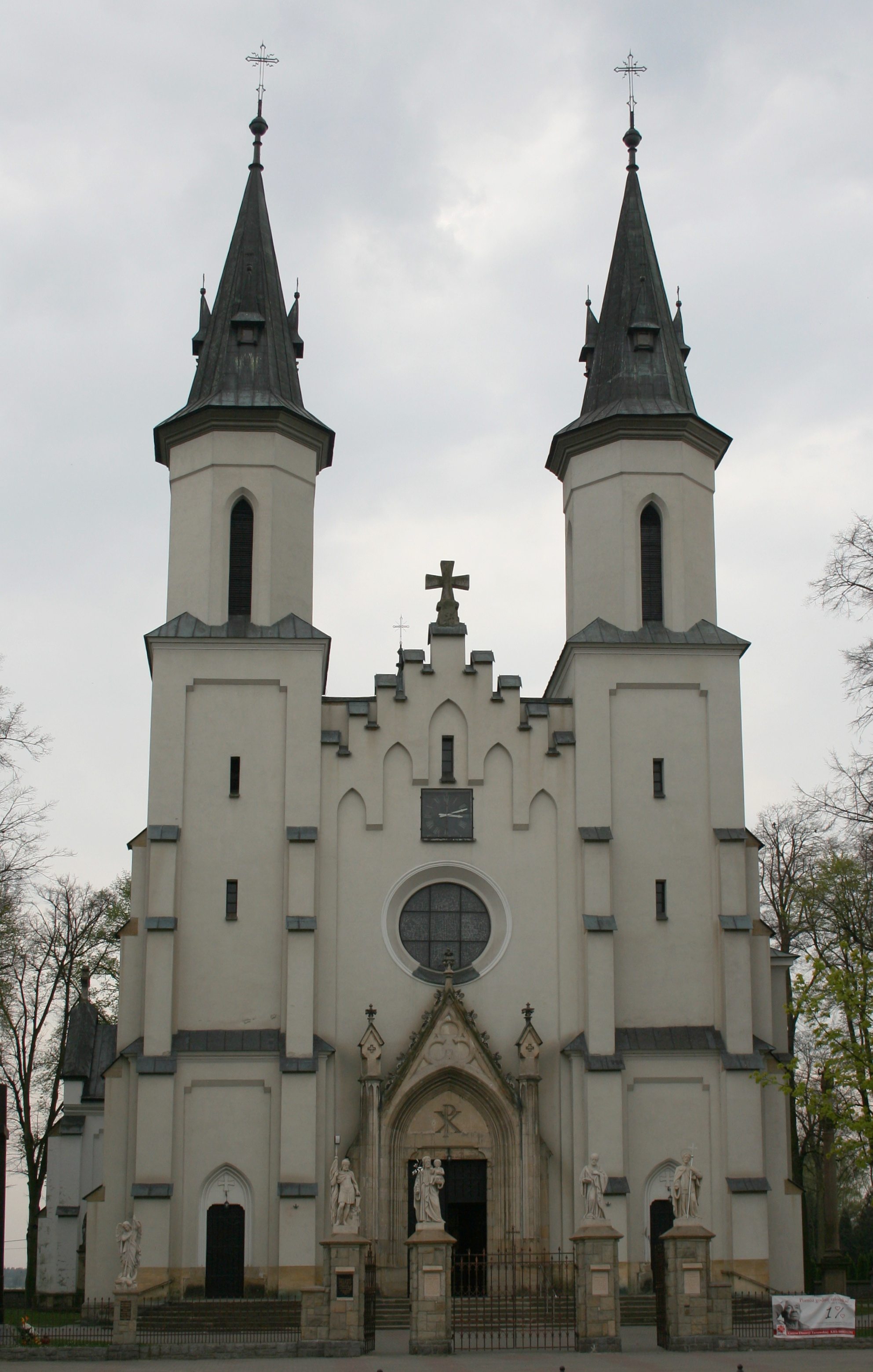
Костел св. Варфоломія в селі Щурова (1897)
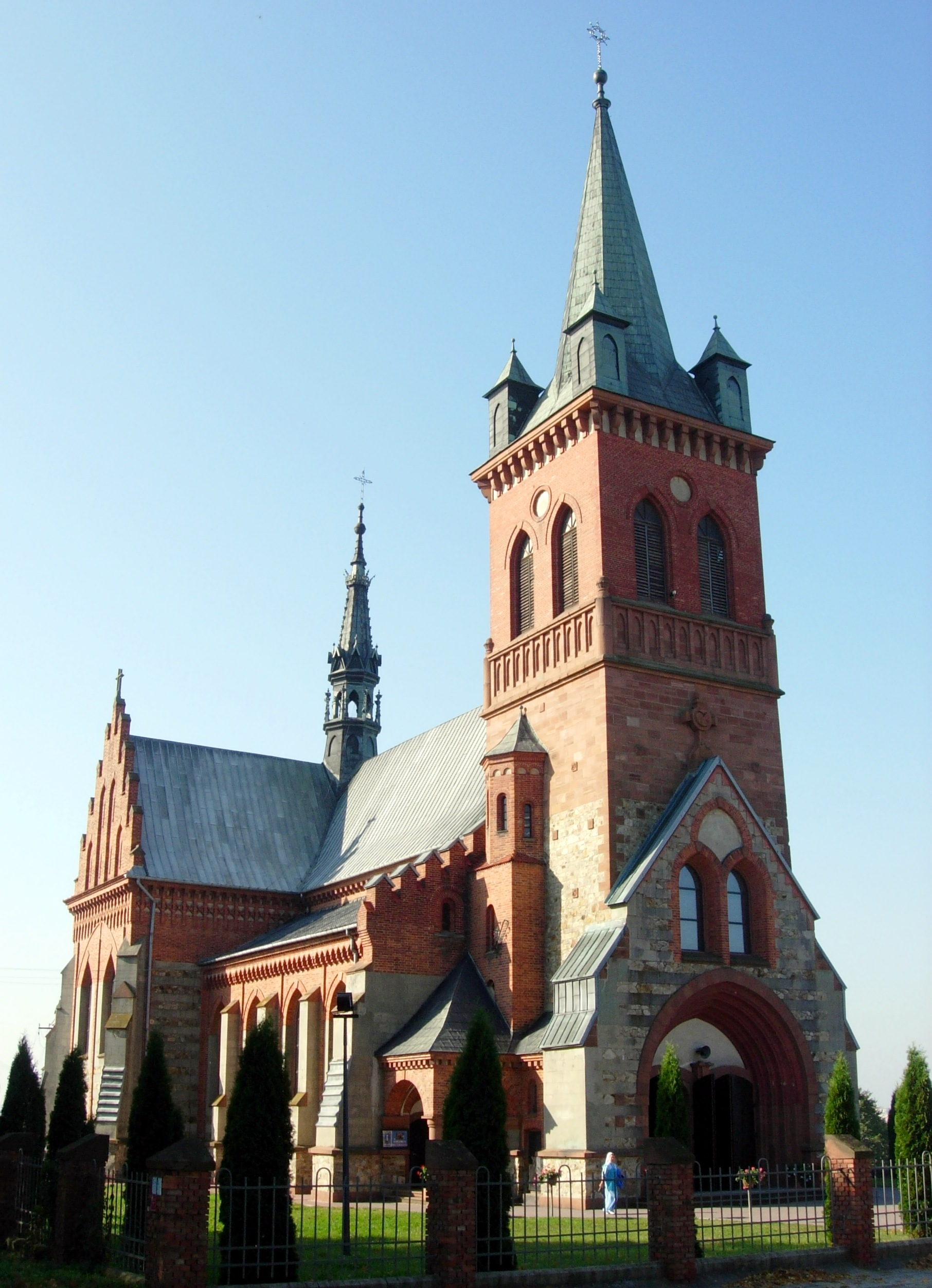
Костел у селі Маслув (1926—1937)
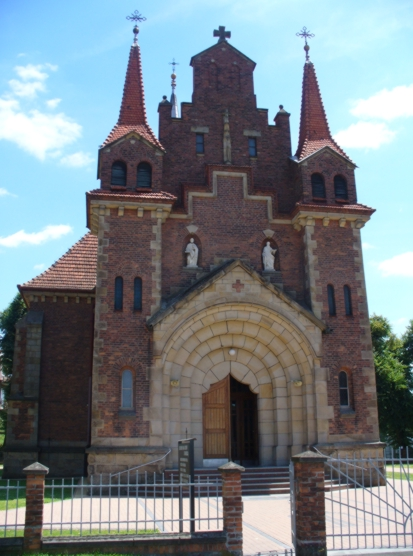
Костел св. Анни в селі Лапчиця (1933)
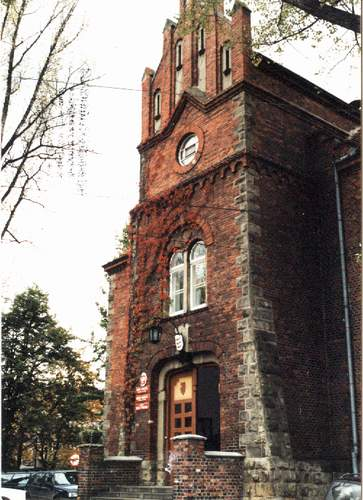
Ратуша в місті Йорданув
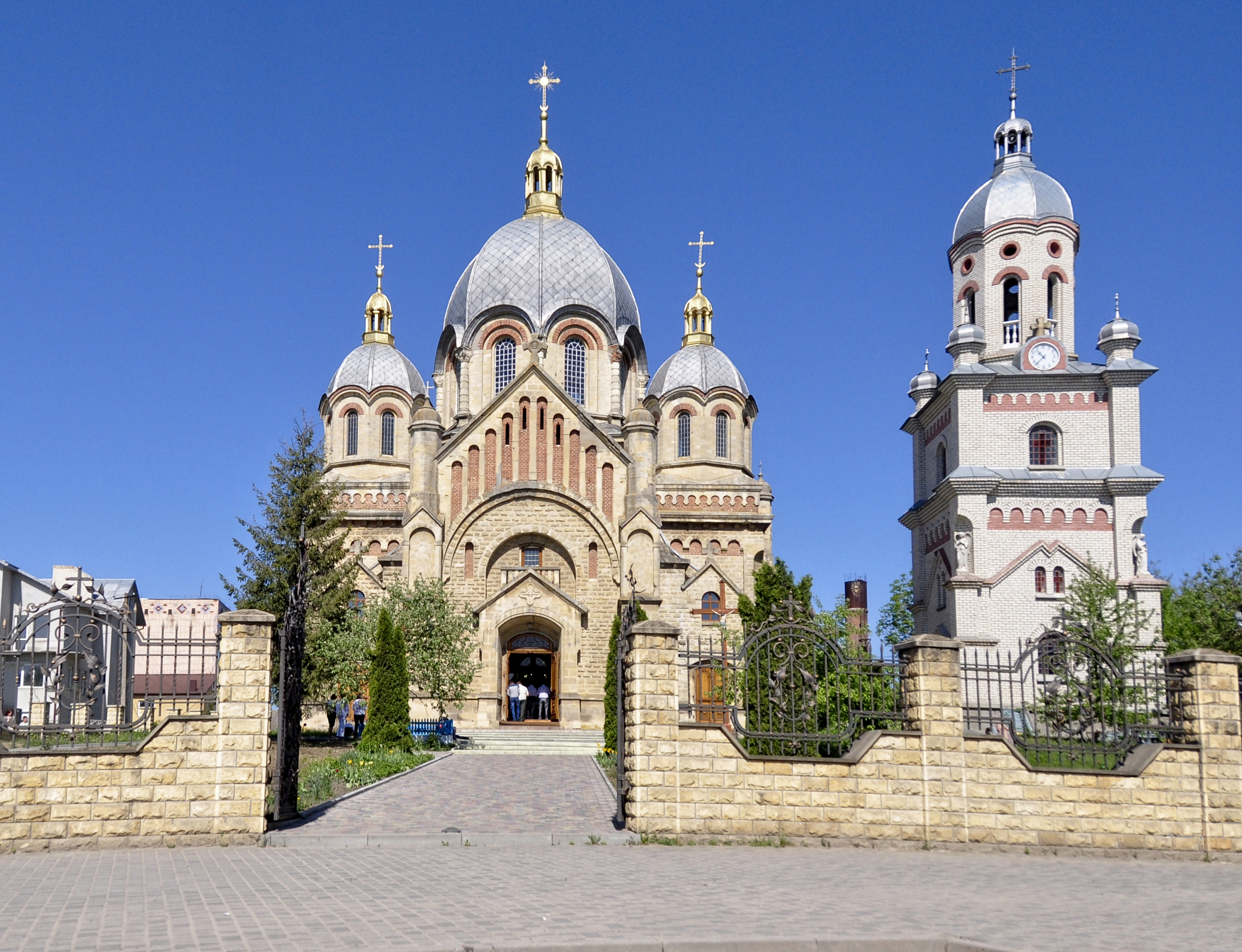
Церква св. архистратига Михаїла в Товстому
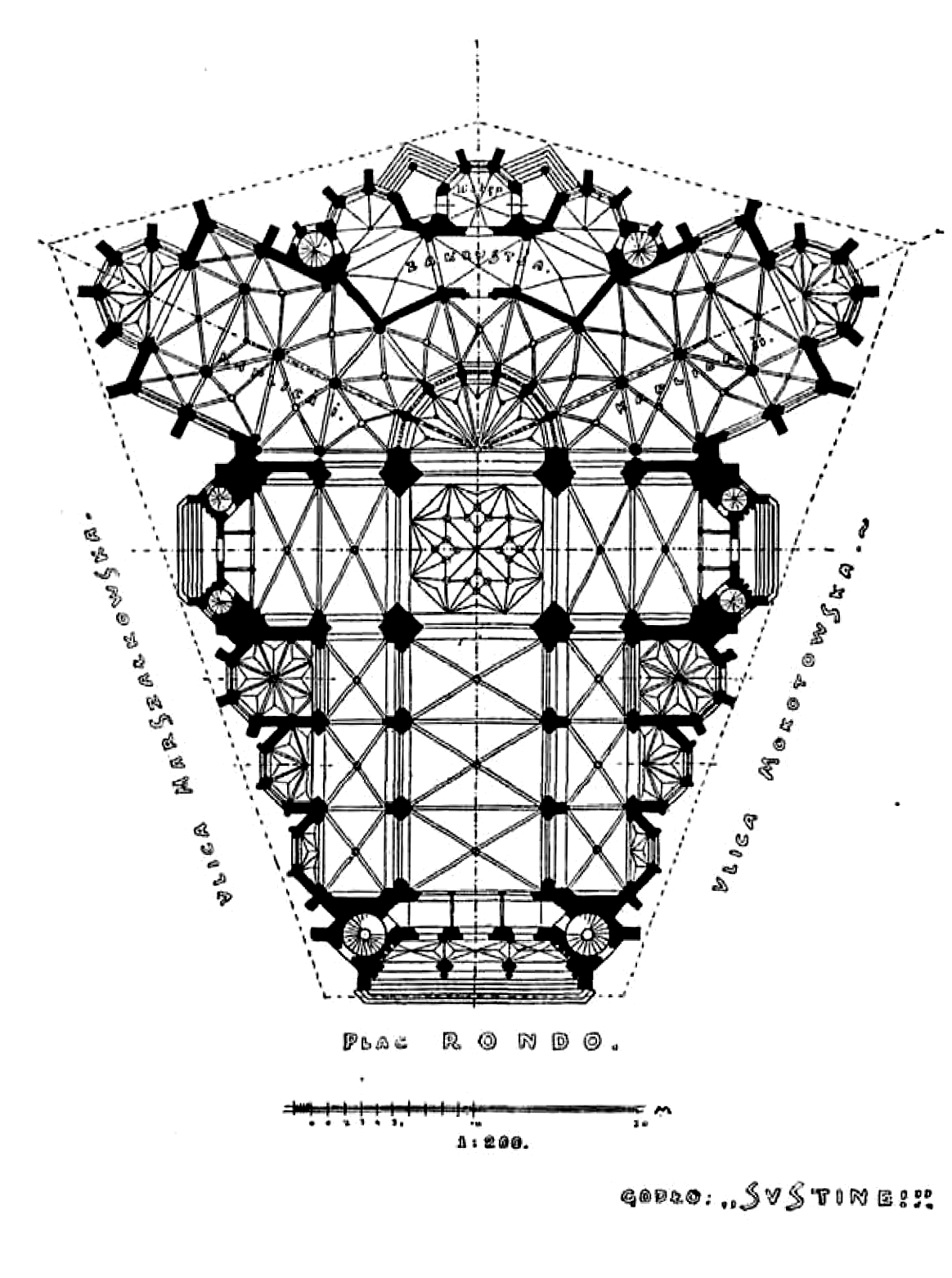
План костелу Христа Спасителя у Варшаві (1901)